# Liste chinesischer Schriftsteller
Dies ist eine Liste chinesischer Schriftsteller. Es besteht kein Anspruch auf Vollständigkeit.

## Chronologische Liste

### Altertum, Qin, Han, Dynastien vor der Tang-Zeit
- 孔子 Kong Zi (Kongtse, 孔夫子 Kongfuzi, Konfuzius; 551–479 v. Chr.) , NB: Konfuzius selbst hat nichts Schriftliches hinterlassen
- 老子 Lao Zi (Laozi, Laotse, Lao-Tse; 6. Jahrhundert v. Chr.), es ist nicht sicher, ob Laozi wirklich gelebt hat.
- 孫子/孙子 Sun Zi (Sunzi, Sun Tsu, Sun Tzu, Sun Tse, Ssun-ds'; 孙武 Sūn Wŭ; * um 500 v. Chr.)
- 墨子 Mo Zi (Mozi, Mo Di; spätes 5. Jahrhundert v. Chr.)
- 孟子 Meng Zi (Mengzi, latinisiert Menzius; um 370 – um 290 v. Chr.)
- 庄子/莊子 Zhuang Zi (Zhuangzi, Chuang-tzu, Dschuang Dsi; um 365 – 290 v. Chr.)
- 屈原 Qu Yuan (unsicher: 340–278 v. Chr.)
- 宋玉 Song Yu (3. Jahrhundert v. Chr.)
- 董仲舒 Dong Zhongshu (unsicher: 195–115 v. Chr.)
- 司馬遷 Sima Qian (145 – unsicher v. Chr.)
- 司馬相如 Sima Xiangru (179–117 v. Chr.)
- 班婕妤 Ban Jieyu (um 48–6 v. Chr.)
- 王充 Wang Chong (27–91)
- 班固 Ban Gu (32–92)
- 張衡 Zhang Heng (78–139)
- 曹操 Cao Cao (155–220)
- 徐幹 Xu Gan (170–217)
- 曹丕 Cao Pi (187–226)
- 曹植 Cao Zhi (192–232)
- 阮籍 Ruan Ji (210–263)
- 嵇康 Xi Kang (Ji Kang; 223–262)
- 陸機 Lu Ji (261–303)
- 陶淵明 Tao Yuanming (365 oder 372–427)
- 謝靈運 Xie Lingyun (385–433)
- 謝朓 Xie Tiao (464–499)
- 劉勰 Liu Xie (unsicher – 520)

### Tang-Dynastie und folgende
Hauptartikel: Tang-Dynastie
- 寒山 Han-Shan (unsicher: 680–793)
- 孟浩然 Meng Haoran (689 oder 691–740)
- 王維 Wang Wei (701–761)
- 李白 Li Bai (Li Bo, Taibai; 701–762)
- 杜甫 Du Fu (712–770)
- 韓愈 Han Yu (768–824)
- 白居易 Bai Juyi (772–846)
- 柳宗元 Liu Zongyuan (773–819)
- 元稹 Yuan Zhen (779–831)
- 牛僧孺 Niu Sengru (780–848)
- 李賀 Li He (791–817)
- 李公佐 Li Gongzuo (um 800)
- 沈既濟 Shen Jiji (um 800)
- 杜牧 Du Mu (803–852)
- 李商隱 Li Shangyin (812–858)
- 張讀 Zhang Du (834(?)–882)
- 杜光庭 Du Guanting (850–933)
- 張繼 Zhang Ji (um 712–um 779)
- 樊绰/樊綽 Fan Chuo (zwischen 850 und 900)
- 齊己 Qiji （863年—937年）
- 貫休 Guanxiu (832–913)
- 李煜 Li Yu (Li Houzhu)  (937–978)

### Song-Dynastie und folgende
Hauptartikel: Song-Dynastie
- 王禹偁 Wáng Yǔchēng (954–1001)
- 楊億 Yang Yi (974–1020)
- 宋祁 Sòng Qí (998–1061)
- 柳永 Liu Yong (987–1053)
- 歐陽修 Ouyang Xiu (1007–1072)
- 蘇洵 Su Xun (1009–1066)
- 周敦頤 Zhou Dunyi (1017–1073)
- 曾鞏 Zeng Gong (1019–1083)
- 王安石 Wang Anshi (1021–1086)
- 蘇軾 Su Shi (Su Dongpo; 1037–1101)
- 蘇轍 Su Che (1039–1112)
- 黃庭堅 Huang Tingjian (1045–1105)
- 周邦彦 Zhou Bangyan (1056–1121)
- 李清照 Li Qingzhao (1084– unsicher: 1151)
- 陸游 Lu You (1125–1210)
- 朱熹 Zhu Xi (1130–1200)
- 辛棄疾 Xin Qiji (1140–1207)
- 馬致遠 Ma Zhiyuan (unsicher: 1226–1285)
- 文天祥 Wen Tianxiang (1236–1282)
- 關漢卿 Guan Hanqing (ca. 1241–ca. 1320)
- 白朴 Bai Pu (13. Jahrhundert)
- 王實甫 Wang Shifu (13. und 14. Jahrhundert)
- 施耐庵 Shi Nai'an (unsicher: 1296–1370)
- 羅貫中 Luo Guanzhong (unsicher: 1330–1400)

### Ming-Dynastie
Hauptartikel: Ming-Dynastie
- 高启 Gao Qi (1336–1374)
- 瞿佑 Qu You (1341–1427)
- 吳承恩 Wu Cheng’en (1500(?)–1582(?))
- 李贽 Li Zhi (1527–1602)
- 屠隆 Tu Long (1542–1605)
- 湯顯祖 Tang Xianzu (1550–1616)
- 袁宏道 Yuan Hongdao (1568–1610)
- 馮夢龍 Feng Menglong (1574–1645)
- 凌濛初 Ling Mengchu (1580–1644)
- 文震亨 Wen Zhenheng (1585–1645)
- 徐霞客 Xu Xiake (1586–1641)
- 张岱 Zhang Dai (1597–1689)
- 金聖嘆 Jin Shengtan (unsicher–1661)

### Qing-Dynastie
Hauptartikel: Qing-Dynastie
- 李漁 Li Yu (1611–unsicher: 1679)
- 蒲松齡 Pu Songling (1640–1715)
- 孔尚任 Kong Shangren (1648–1718)
- 吳敬梓 Wu Jingzi  (1701–1754)
- 袁枚 Yuan Mei (1716–1797)
- 曹雪芹 Cao Xueqin (Tsao Hsüe Kin; 1719–1763)
- 紀昀 Ji Yun (1724–1805)
- 李汝珍 Li Ruzhen (1763–1830)
- 黄遵憲 Huang Zunxian (1848–1905)
- 林紓 Lin Shu (1852–1924)

### Moderne
- 严复/嚴復 Yan Fu (1853–1921)
- 刘鹗/劉鶚 Liu E (1857–1909)
- 康有爲 Kang Youwei (1858–1927)
- 吳趼人 Wu Jianren (吳沃堯 Wu Woyao; 1866–1910)
- 李伯元 Li Boyuan (李宝嘉 Li Baojia; 1867–1906)
- 梁啟超 Liang Qichao (1873–1929)
- 王国维/王國維 Wang Guowei (1877–1927)
- 鲁迅/魯迅 Lu Xun (1881–1936)
- 吕碧城/呂碧城 Lü Bicheng (1883–1943)
- 周作人 Zhou Zuoren (1885–1967)
- 柳亚子 Liu Yazi (1887–1958)
- 陈寅恪 Chen Yinque (1890–1969)
- 胡适 Hu Shi (Hu Shih; 1891–1962)
- 刘半农 Liu Bannong (1891–1934)
- 郭沫若 Guo Moruo (1892–1978)
- 毛澤東/毛泽东 Mao Zedong (1893–1976)
- 许地山/許地山 Xu Dishan (1893–1941)
- 白薇 Bai Wei (1894–1987)
- 苏曼殊/蘇曼殊 Su Manshu (1894–1918)
- 葉聖陶 Ye Shengtao (1894–1988)
- 林語堂 Lin Yutang (1895–1976)
- 张恨水/張恨水 Zhang Henshui (1895–1967)
- 茅盾 Mao Dun (1896–1981)
- 徐志摩 Xu Zhimo (1897–1931)
- 郁达夫/郁達夫 Yu Dafu (1896–1945)
- 朱光潛 Zhu Guangqian (1897–1986)
- 宗白华 Zong Baihua (1897–1986)
- 丰子恺 Feng Zikai (1898–1975)
- 朱自清 Zhu Ziqing (1898–1948)
- 田汉/田漢 Tian Han (1898–1968)
- 老舍 Lao She (1899–1966)
- 闻一多/聞一多 Wen Yiduo (1899–1946)
- 冰心 Bing Xin (1900–1999)
- 李金发 Li Jinfa (1900–1976)
- 沈从文/沈從文 Shen Congwen (1902–1988)
- 趙景深 Zhao Jingshen (1902–1985)
- 梁实秋/梁實秋 Liang Shiqiu (1903–1987)
- 艾芜 Ai Wu (1904–1992)
- 巴金 Ba Jin (1904–2005)
- 丁玲 Ding Ling (1904–1986)
- 林徽因 Lin Huiyin (1904–1955)
- 戴望舒 Dai Wangshu (1905–1950)
- 谢冰莹 Xie Bingying (1906–2000)
- 趙樹理 Zhao Shuli (1906–1970)
- 廖沫沙 Liao Mosha (1907–1990)
- 吴晗 Wu Han (1909–1969)
- 艾青 Ai Qing (1910–1996)
- 曹禺 Cao Yu (1910–1996)
- 錢鍾書 (钱锺书 oder 钱钟书) Qian Zhongshu (1910–1998)
- 杨绛/楊絳 Yang Jiang, (1911–2016)
- 萧红/蕭紅 Xiao Hong (1911–1942)
- 邓拓/鄧拓 Deng Tuo (1912–1966)
- 穆时英/穆時英 Mu Shiying (1912–1940)
- 杨朔/楊朔 Yang Shuo (1913–1968)
- 苏青/蘇青 Su Qing (1914–1982)
- 徐遲/徐迟 Xu Chi (1914–1996)
- 刘白羽/劉白羽 Liu Baiyu (1916–2005)
- 王若望 Wang Ruowang (1918–2001)
- 秦牧 Qin Mu (1919–1992)
- 张秀亚 Zhang Xiuya (1919–2001)
- 柏楊 Bo Yang (郭衣洞 Guo Yidong; 1920–2008)
- 汪曾祺 Wang Zengqi (1920–1997)
- 魏巍 Wei Wei (1920–2008)
- 张爱玲/張愛玲 Zhang Ailing (Eileen Chang; 1920–1995)
- 排舫程 Du Pengcheng (1921–1991)
- 梁羽生 Liang Yusheng (1924–2009)
- 刘宾雁 Liu Binyan (1925–2005)
- 陆文夫 Lu Wenfu (1928–2005)
- 顾工 Gu Gong (* 1928)
- 白桦 Bai Hua (1930–2019)
- 浩然 Haoran (Hao Ran; * 1932)
- 郑愁予 Zheng Chouyu (* 1933)
- 王蒙 Wang Meng (* 1934)
- 张贤亮 Zhang Xianliang (1936–2014)
- 周克芹 Zhou Keqin (1936–1990)
- 諶容 Shen Rong (1935–2024)
- 張潔/张洁 Zhang Jie (1937–2022)
- 戴厚英 Dai Houying (* 1938)
- 高行健 Gao Xingjian (* 1940)
- 蒋子龍 Jiang Zilong (* 1941)
- 张晓风 Zhang Xiaofeng (* 1941)
- 董桥 Dong Qiao (* 1942)
- 冯骥才 Feng Jicai (* 1942)
- 古华 Gu Hua (罗鸿玉 Luo Hongyu; * 1942)
- 刘心武 Liu Xinwu (* 1942)
- 鄭万隆/郑万隆 Zheng Wanlong (* 1944)
- 张扬 Zhang Yang (* 1944)
- 余秋雨 Yu Qiuyu (* 1946)
- 姜戎 Jiang Rong (* 1946)
- 郑义 Zheng Yi (* 1947)
- 遇罗锦 Yu Luojin (* 1948)
- 张承志 Zhang Chengzhi (* 1948)
- 阿城 A Cheng (* 1949)
- 北岛 Bei Dao (赵振开 Zhao Zhenkai; * 1949)
- 芒克 Mang Ke (姜世伟 Jiang Shiwei; * 1950)
- 李锐 Li Rui (Schriftsteller) (* 1950)
- 张抗抗 Zhang Kangkang (* 1950)
- 多多 Duo Duo (粟世征 Su Shizheng; * 1951)
- 史铁生 Shi Tiesheng (1951–2010)
- 贾平凹 Jia Pingwa (* 1952)
- 舒婷 Shu Ting (* 1952)
- 王小波 Wang Xiaobo (1952–1997)
- 周大新 Zhou Daxin (* 1952)
- 残雪 Can Xue (* 1953)
- 韩少功 Han Shaogong (* 1953)
- 何家弘 He Jiahong (* 1953)
- 马建 Ma Jian (* 1953)
- 马原 Ma Yuan (* 1953)
- 袁红冰 Yuan Hongbing (* 1953)
- 张辛欣 Zhang Xinxin (* 1953)
- 刘恒 Liu Heng (* 1954)
- 卢新华 Lu Xinhua (* 1954)
- 王安憶 Wang Anyi (* 1954)
- 方方 Fang Fang (* 1955)
- 劉索拉 Liu Suola (* 1955)
- 刘晓波 Liu Xiaobo (1955–2017)
- 莫言 Mo Yan (* 1955)
- 楊煉 Yang Lian (* 1955)
- 顾城 Gu Cheng (1956–1993)
- 刘醒龙 Liu Xinglong (* 1956)
- 徐星 Xu Xing (* 1956)
- 张伟 Zhang Wei (* 1956)
- 池莉 Chi Li (* 1957)
- 铁凝 Tie Ning (* 1957)
- 林白 Lin Bai (* 1958)
- 刘震云 Liu Zhenyun (* 1958)
- 王朔 Wang Shuo (* 1958)
- 欣然 Xinran (Xue Xinran, Xinran Xue; * 1958)
- 阎连科 Yan Lianke (* 1958)
- 阿来 Alai (A Lai; * 1959)
- 李抗育 Li Hangyu (* 1959)
- 孙甘露 Sun Ganlu (* 1959)
- 扎西达娃 Zhaxi Dawa (* 1959)
- 刁斗 Diao Dou (* 1960)
- 余华 Yu Hua (* 1960)
- 苏童 Su Tong (* 1963)
- 西川 Xi Chuan (* 1963)
- 毕飞宇 Bi Feiyu (* 1964)
- 迟子建 Chi Zijian (* 1964)
- 格非 Ge Fei (* 1964)
- 朱冰 Zhu Bing (* 1964)
- 石康 Shi Kang (* 1968)
- 九丹 Jiu Dan (* 1968)
- 邱华栋 Qiu Huadong (* 1969)
- 金仁顺 Jin Renshun (* 1970)
- 棉棉 Mian Mian (* 1970)
- 魏微 Wei Wei (* 1970)
- 朱文颖 Zhu Wenying (* 1970)
- 丁天 Ding Tian (* 1971)
- 赵波 Zhao Bo (* 1971)
- 陈家桥 Chen Jiaoqiao (* 1972)
- 戴来 Dai Lai (* 1972)
- 周卫慧/周衛慧 Zhou Wei Hui (Wei Hui; * 1973)
- 李修文 Li Xiuwen (* 1975)
- 吴虹飞 Wu Hongfei (* 1975)
- 周潔茹 Zhou Jieru (* 1976)
- 木子美 Muzi Mei (李丽 Li Li; * 1978)
- 韩寒 Han Han (* 1982)
- 田原 Tian Yuan (* 1985)

#### Hongkonger Schriftsteller
- 金庸 Jin Yong (Jinyong, 查良镛 Louis Cha; 1924–2018)
- Beatrice Lao
- 梁朗秋 Leung Long Chau (Liang Langqiu; 1911–1998)
- 倪匡 Ni Kuang (* 1935)
- 古龍/古龙 Gu Long (1938 – 1985)
- 西西 Xi Xi (1937–2022)
- 亦舒 Yi Shu (* 1946)
- 也斯 Ye Si (梁秉鈞) Leung Ping-kwan; (1949–2013)
- 何福仁 Ho Fuk Yan (He Furen)

#### Taiwanische Schriftsteller
Siehe Liste taiwanischer Schriftsteller

#### Chinesischstämmige Autoren nicht chinesischsprachiger Werke
→ Siehe auch: Chinesisch-amerikanische Literatur
- 韩素音 Han Suyin (Rosalie Elisabeth Kuanghu Chow; Zhōu Guānghú 周光湖; 1917–2012), schreibt in englischer Sprache
- Maxine Hong Kingston (Tang Tingting 湯婷婷; * 1940), schreibt in englischer Sprache
- Beatrice Lao, schreibt in englischer Sprache
- Amy Tan (Tan Enmei 譚恩美; * 1952), schreibt in englischer Sprache
- 張戎/张戎 Zhang Rong (Jung Chang; * 1952), schreibt in englischer Sprache
- 裘小龙 Qiu Xiaolong (* 1953), schreibt in englischer Sprache
- 戴思杰 Dai Sijie (* 1954), schreibt in französischer Sprache
- 哈金 Ha Jin (金雪飞 Jin Xuefei); (* 1956), schreibt in englischer Sprache
- 亚丁 Ya Ding (* 1956), schreibt in französischer Sprache
- 罗令源 Luo Lingyuan (* 1963), schreibt in deutscher Sprache
- 山飒/山颯 Shan Sa (* 1972), schreibt in französischer Sprache
- 应晨 Ying Chen (* 1961), schreibt in französischer Sprache

## Liste nach Namen geordnet (alphabetisch, Familienname [姓] zuerst)

### A, B, C, D
- 阿城 A Cheng (* 1949)
- 阿来 Alai (A Lai; * 1959)
- 艾青 Ai Qing (1910–1996)
- 艾芜 Ai Wu (1904–1992)

- 巴金 Ba Jin (1904–2005)
- 白桦 Bai Hua (* 1930)
- 白居易 Bai Juyi (772–846)
- 白朴 Bai Pu (13. Jahrhundert)
- 白薇 Bai Wei (1894–1987)
- 班固 Ban Gu (32–92)
- 班婕妤 Ban Jieyu (um 48–6 v. Chr.)
- 北岛 Bei Dao (赵振开 Zhao Zhenkai; * 1949)
- 毕飞宇 Bi Feiyu (* 1964)
- 冰心 Bing Xin (1900–1999)
- 柏楊 Bo Yang (郭衣洞 Guo Yidong; 1920–2008)

- 残雪 Can Xue (* 1953)
- 曹操 Cao Cao (155–220)
- 曹丕 Cao Pi (187–226)
- 曹雪芹 Cao Xueqin (unsicher: –1763)
- 曹禺 Cao Yu (1910–1996)
- 曹植 Cao Zhi (192–232)
- Eileen Chang: siehe Zhang Ailing
- Jung Chang (* 1952)
- 陈国凯 Chen Guokai (1938–2014)
- 陈家桥 Chen Jiaoqiao (* 1972)
- 陈寅恪 Chen Yinque (1890–1969)
- 迟子建 Chi Zijian (* 1964)
- 池莉 Chi Li (* 1957)

- 戴厚英 Dai Houying (* 1938)
- 戴来 Dai Lai (* 1972)
- 戴思杰 Dai Sijie (* 1954)
- 戴望舒 Dai Wangshu (1905–1950)
- 邓拓/鄧拓 Deng Tuo (1912–1966)
- 邓友梅 Deng Youmei (* 1931)
- 刁斗 Diao Dou (* 1960)
- 丁天 Ding Tian (* 1971)
- 董桥 Dong Qiao (* 1942)
- 董仲舒 Dong Zhongshu (unsicher: 195–115 v. Chr.)
- 杜牧 Du Mu (803–852)
- 排舫程 Du Pengcheng (1921–1991)
- 杜甫 Du Fu (712–770)
- 杜光庭 Du Guanting (850–933)
- 多多 Duo Duo (粟世征 Su Shizheng; * 1951)
- 丁玲 Ding Ling (1904–1986)

### F, G, H, J, K
- 樊绰/樊綽 Fan Chuo (zwischen 850 und 900)
- 方方 Fang Fang (* 1955)
- 冯骥才 Feng Jicai (* 1942)
- 馮夢龍 Feng Menglong (1574–1645)
- 丰子恺 Feng Zikai (1898–1975)

- 高启 Gao Qi (1336–1374)
- 高晓声 Gao Xiaosheng (1928–1999)
- 格非 Ge Fei (* 1964)
- 關漢卿 Guan Hanqing (13. Jahrhundert)
- 郭沫若 Guo Moruo (1892–1978)
- 高行健 Gao Xingjian (* 1940)
- 顾城 Gu Cheng (1956–1993)
- 顾工 Gu Gong (* 1928)
- 古华 Gu Hua (罗鸿玉 Luo Hongyu; * 1942)
- 古龍/古龙 Gu Long (* 1938)

- 哈金 Ha Jin (金雪飞 Jin Xuefei; * 1956), schreibt in englischer Sprache
- 韩寒 Han Han (* 1982)
- 寒山 Han-Shan (unsicher: 680–793)
- 韩少功 Han Shaogong (* 1953)
- 韩素音 Han Suyin (Rosalie Elisabeth Kuanghu Chow; Zhōu Guānghú 周光湖; 1917–2012), schreibt in englischer Sprache
- 韓愈 Han Yu (768–824)
- 浩然 Haoran (Hao Ran; * 1932)
- 何家弘 He Jiahong (* 1953)
- 何福仁 Ho Fuk Yan (He Furen)
- Maxine Hong Kingston (Tang Tingting 湯婷婷; * 1940), schreibt in englischer Sprache
- 黃庭堅 Huang Tingjian (1045–1105)
- 黃遵憲 Huang Zunxian (1848–1905)
- 胡适 Hu Shi (Hu Shih; 1891–1962)

- 紀昀 Ji Yun (1724–1805)
- 贾平凹 Jia Pingwa (* 1952)
- 姜戎 Jiang Rong (* 1946)
- 蒋子龍 Jiang Zilong (* 1941)
- 金仁顺 Jin Renshun (* 1970)
- 金聖嘆 Jin Shengtan ((?)–1661)
- 金庸 Jin Yong (Jinyong, 查良镛 Louis Cha; 1924–2018)
- 九丹 Jiu Dan (* 1968)

- 康有爲 Kang Youwei (1858–1927)
- 孔子 Kong Zi (Kongtse, 孔夫子 Kongfuzi, Konfuzius; 551–479 v. Chr.) , NB: Konfuzius selbst hat nichts Schriftliches hinterlassen

### L
- Beatrice Lao
- 老舍 Lao She (1899–1966)
- 老子 Lao Zi (Laozi, Laotse, Lao-Tse; 6. Jahrhundert v. Chr.), es ist nicht sicher, ob Laozi wirklich gelebt hat.
- 李白 Li Bai (701–762)
- 李伯元 Li Boyuan (李宝嘉 Li Baojia; 1867–1906)
- 李杭育 Li Hangyu (* 1959)
- 李賀 Li He (791–817)
- 李金发 Li Jinfa (1900–1976)
- 李公佐 Li Gongzuo (um 800)
- 李清照 Li Qingzhao (1084–unsicher: 1151)
- 李汝珍 Li Ruzhen (1763–1830)
- 李锐 Li Rui (* 1950)
- 李商隱 Li Shangyin (812–858)
- 李修文 Li Xiuwen (* 1975)
- 李漁 Li Yu (1611–unsicher: 1679)
- 李煜 Li Yu (937–978)
- 李贽 Li Zhi (1527–1602)
- 李准 Li Zhun (1928–2000)
- 林白 Lin Bai (* 1958)
- 林徽因 Lin Huiyin (1904–1955)
- 梁啟超 Liang Qichao (1873–1929)
- 梁实秋/梁實秋 Liang Shiqiu (1903–1987)
- 梁羽生 Liang Yusheng (1924–2009)
- 廖沫沙 Liao Mosha (1907–1990)
- 林紓 Lin Shu (1852–1924)
- 林語堂 Lin Yutang, (1895–1976)
- 凌濛初 Ling Mengchu (1580–1644)
- 劉白羽 Liu Baiyu (1916–2005)
- 刘半农 Liu Bannong (1891–1934)
- 刘宾雁 Liu Binyan (1925–2005)
- 劉鶚 Liu E (1857–1909)
- 刘恒 Liu Heng (* 1954)
- 劉索拉 Liu Suola (* 1955)
- 劉勰 Liu Xie (unsicher: –520)
- 刘心武 Liu Xinwu (* 1942)
- 刘醒龙 Liu Xinglong (* 1956)
- 柳亚子 Liu Yazi (1887–1958)
- 柳永 Liu Yong (987–1053)
- 刘震云 Liu Zhenyun (* 1958)
- 柳宗元 Liu Zongyuan (773–819)
- 梁朗秋 Leung Long Chau (1911–1998)
- 陸機 Lu Ji (261–303)
- 陆晶清, eigentlich 陆秀珍 Lù Jīngqīng (1907–1993)
- 陆文夫 Lu Wenfu (1928–2005)
- 卢新华 Lu Xinhua (* 1954)
- 陸游 Lu You (1125–1210)
- 魯迅 Lu Xun (1881–1936)
- 吕碧城 Lü Bicheng (1883–1943)
- 骆宾王 Luo Binwang (um 626 – um 684)
- 羅貫中 Luo Guanzhong (unsicher: 1330–1400)
- 罗令源 Luo Lingyuan (* 1963), schreibt in deutscher Sprache

### M, N, O, P, Q, R, S und T
- 马建 Ma Jian (* 1953)
- 马原 Ma Yuan (* 1953)
- 馬致遠 Ma Zhiyuan (unsicher: 1226–1285)
- 瑪拉沁夫 Malqinhu (* 1930)
- 芒克 Mang Ke (姜世伟 Jiang Shiwei; * 1950)
- 茅盾 Mao Dun (1896–1981)
- 毛澤東/毛泽东 Mao Zedong (1893–1976)
- 孟浩然 Meng Haoran (689 oder 691–740)
- 孟子 Meng Zi (Mengzi, latinisiert Menzius; um 370 – um 290 v. Chr.)
- 棉棉 Mian Mian (* 1970)
- 莫言 Mo Yan (* 1955)
- 莫应丰 Mo Yingfeng (1938–1989)
- 墨子 Mo Zi (Mozi, Mo Di; zwischen 450 und 500 v. Chr.)
- 穆时英/穆時英 Mu Shiying (1912–1940)
- 木子美 Muzi Mei (李丽 Li Li; * 1978)

- 倪匡 Ni Kuang (* 1935)
- 牛僧孺 Niu Sengru (780–848)

- 欧阳山 Ouyang Shan (1908–2000)
- 歐陽修 Ouyang Xiu (1007–1072)

- 蒲松齡 Pu Songling (1640–1715)
- 秦牧 Qin Mu (1919–1992)
- 邱华栋 Qiu Huadong (* 1969)
- 裘小龙 Qiu Xiaolong (* 1953), schreibt in englischer Sprache
- 瞿佑 Qu You (1341–1427)
- 屈原 Qu Yuan (unsicher: 340–278 v. Chr.)
- 钱钟书 Qian Zhongshu, (1910–1998)

- 茹志鹃 Ru Zhijuan (1925–1998)
- 阮籍 Ruan Ji (210–263)

- 山飒 Shan Sa (* 1972)
- 沈從文 Shen Congwen (1902–1988)
- 沈既濟 Shen Jiji (um 800)
- 谌容 Shen Rong (* 1936)
- 石康 Shi Kang (* 1968)
- 施耐庵 Shi Nai'an (unsicher: 1296–1370)
- 史铁生 Shi Tiesheng (* 1951)
- 舒婷 Shu Ting (* 1952)
- 司馬遷 Sima Qian (145– unsicher v. Chr.)
- 司馬相如 Sima Xiangru (179–117 v. Chr.)
- 宋祁 Sòng Qí (998–1061)
- 宋玉 Song Yu (3. Jahrhundert v. Chr.)
- 蘇轍 Su Che (1039–1112)
- 蘇曼殊 Su Manshu (1894–1918)
- 苏青/蘇青 Su Qing (1914–1982)
- 蘇軾 Su Shi (1037–1101)
- 苏童 Su Tong (* 1963)
- 蘇洵 Su Xun (1009–1066)
- 孙甘露 Sun Ganlu (* 1959)
- 孫子/孙子 Sun Zi (Sunzi, Sun Tsu, Sun Tzu, Sun Tse, Ssun-ds'; 孙武 Sūn Wŭ; * um 500 v. Chr.)

- 汤素兰 Tang Sulan (* 1965)
- 陶淵明 Tao Yuanming (365 oder 372–427)
- Amy Tan (Tan Enmei 譚恩美; * 1952), schreibt in englischer Sprache
- 湯顯祖 Tang Xianzu (1550–1616)
- 田漢 Tian Han (1898–1968)
- 田原 Tian Yuan (* 1985)
- 铁凝 Tie Ning (* 1957)
- 屠隆 Tu Long (1542–1605)

### W, X, Y und Z
- 王安石 Wang Anshi (1021–1086)
- 王安憶 Wang Anyi (* 1954)
- 王充 Wang Chong (27–91)
- 王國維 Wang Guowei (1877–1927)
- 王蒙 Wang Meng (* 1934)
- 王若望 Wang Ruowang (1918–2001)
- 王實甫 Wang Shifu (zwischen 13. und 14. Jahrhundert)
- 王朔 Wang Shuo (* 1958)
- 王維 Wang Wei (701–761)
- 王小波 Wang Xiaobo (1952–1997)
- 王禹偁 Wáng Yǔchēng (954–1001)
- 汪曾祺 Wang Zengqi (1920–1997)
- Wei Hui: siehe Zhou Weihui
- 魏巍 Wei Wei (1920–2008)
- 魏微 Wei Wei (* 1970)
- 文天祥 Wen Tianxiang (1236–1282)
- 聞一多 Wen Yiduo (1899–1946)
- 文震亨 Wen Zhenheng (1585–1645)
- 吳承恩 Wu Cheng’en (unsicher: 1500–1582)
- 吴晗 Wu Han (1909–1969)
- 吴虹飞 Wu Hongfei (* 1975)
- 吳趼人 Wu Jianren (吳沃堯 Wu Woyao; 1866–1910)
- 吳敬梓 Wu Jingzi (1701–1754)
- 西川 Xi Chuan (* 1963)
- 嵇康 Xi Kang (223–262)
- 西西 Xi Xi (1937–2022)
- 萧红 Xiao Hong (1911–1942)
- 谢冰莹 Xie Bingying (1906–2000)
- 謝靈運 Xie Lingyun (385–422)
- 謝朓 Xie Tiao (464–499)
- 辛棄疾 Xin Qiji (1140–1207)
- 欣然 Xinran (Xue Xinran, Xinran Xue; * 1958)
- 徐遲/徐迟 Xu Chi (1914–1996)
- 許地山 Xu Dishan (1893–1941)
- 徐幹 Xu Gan (170–217)
- 徐霞客 Xu Xiake (1586–1641)
- 徐星 Xu Xing (* 1956)
- 徐志摩 Xu Zhimo (1897–1931)
- Xue Mili, Sammelpseudonym

- 亚丁 Ya Ding (* 1956), schreibt in französischer Sprache
- 嚴復 Yan Fu (1853–1921)
- 阎连科 Yan Lianke (* 1958)
- 杨绛/楊絳 Yang Jiang (1911–2016)
- 楊煉 Yang Lian (* 1955)
- 楊朔 Yang Shuo (1913–1968)
- 楊億 Yang Yi (974–1020)
- 葉聖陶 Ye Shengtao (1894–1988)
- 也斯 Ye Si (梁秉鈞 Leung Ping-kwan; * 1948)
- 亦舒 Yi Shu (* 1946)
- 郁達夫 Yu Dafu (1896–1945)
- 余华 Yu Hua (* 1960)
- 遇罗锦 Yu Luojin (* 1948)
- 余秋雨 Yu Qiuyu (* 1946)
- 袁红冰 Yuan Hongbing (* 1953)
- 袁宏道 Yuan Hongdao (1568–1610)
- 袁枚 Yuan Mei (1716–1797)
- 元稹 Yuan Zhen (779–831)

- 曾鞏 Zeng Gong (1019–1083)
- 张爱玲 Zhang Ailing (Eileen Chang; 1920–1995)
- 张承志 Zhang Chengzhi (* 1948)
- 张岱 Zhang Dai (1597–1689)
- 張讀 Zhang Du (834(?)–882)
- 張衡 Zhang Heng (78–139)
- 张恨水 Zhang Henshui (1895–1967)
- 張繼 Zhang Ji (um 712–um 779)
- 張潔/张洁 Zhang Jie (1937–2022)
- 张抗抗 Zhang Kangkang (* 1950)
- 張戎/张戎 Zhang Rong (Jung Chang; * 1952)
- 张伟 Zhang Wei (* 1956)
- 张贤亮 Zhang Xianliang (* 1936)
- 张晓风 Zhang Xiaofeng (* 1941)
- 张辛欣 Zhang Xinxin (* 1953)
- 张秀亚 Zhang Xiuya (1919–2001)
- 张扬 Zhang Yang (* 1944)
- 赵波 Zhao Bo (* 1971)
- 趙景深 Zhao Jingshen (1902–1985)
- 趙樹理 Zhao Shuli (1906–1970)
- 扎西达娃 Zhaxi Dawa (* 1959)
- 鄭万隆/郑万隆 Zheng Wanlong (* 1944)
- 郑义 Zheng Yi (* 1947)
- 郑愁予 Zheng Chouyu (* 1933)
- 周大新 Zhou Daxin (* 1952)
- 周敦頤 Zhou Dunyi (1017–1073)
- 周潔茹 Zhou Jieru (* 1976)
- 周克芹 Zhou Keqin (* 1936)
- 周卫慧/周衛慧 Zhou Weihui (Wei Hui; * 1973)
- 周作人 Zhou Zuoren (1885–1967)
- 朱冰 Zhu Bing (* 1964)
- 朱光潛 Zhu Guangqian (1897–1986)
- 朱文颖 Zhu Wenying (* 1970)
- 朱熹 Zhu Xi (1130–1200)
- 朱自清 Zhu Ziqing (1898–1948)
- 庄子/莊子 Zhuang Zi (Zhuangzi, Chuang-tzu, Dschuang Dsi; um 365 – 290 v. Chr.)
- 宗白华 Zong Baihua (1897–1986)